# Stereophyllum contorte-operculatum
Stereophyllum contorte-operculatum là một loài Rêu trong họ Stereophyllaceae. Loài này được (Müll. Hal.) Mitt. miêu tả khoa học đầu tiên năm 1869.